# Thuli Madonsela
Thulisile Nomkhosi Madonsela dit Thuli Madonsela, née à Johannesburg le 28 septembre 1962, est une avocate et femme politique sud-africaine, médiatrice de la République du 19 octobre 2009 au 14 octobre 2016.

## Biographie

### Formation et participation à la lutte contre l'apartheid
Thuli Madonsela est née en 1962 dans une famille modeste de commerçants occasionnels (sa mère est domestique et son père chauffeur de taxi), et grandit à Soweto,. Elle commence à étudier à Nhlangano, au Swaziland, d'où sa famille est originaire,. Elle obtient un Baccalauréat universitaire ès lettres en droit, à l'université du Swaziland en 1987, et un Bachelor of Laws à l'Université du Witwatersrand en 1990.
Thuli Madonsela devient membre de la branche Pretoria du Congrès national africain (ANC). Durant la période de l'apartheid, Madonsela milite au sein de l'ANC et de l'United Democratic Front, une importante organisation anti-apartheid. Sollicitée pour être candidate de l'ANC aux élections législatives de 1994, pour le premier parlement post-apartheid, elle décline cette perspective.
Thuli Madonsela est membre de l'équipe qui rédige la nouvelle constitution sud-africaine, promulguée en 1996. Elle travaille ensuite pour des syndicats professionnels, dans le secteur public et privé, à partir des années 1980,,. Elle est également membre à temps plein de la Commission de réforme du droit sud-africain, nommé à ce poste en 2007 par le président Thabo Mbeki,,.

### Médiatrice de la République
Le 19 octobre 2009, elle est nommée médiatrice de la République par le président Jacob Zuma pour un mandat de sept ans non renouvelable, avec le soutien unanime des différents partis présents à l'Assemblée nationale. Le rôle de ce médiateur, encore appelé défenseur public, est d'enquêter sur les dysfonctionnements et les abus de pouvoir dans l'administration publique. Il est à la tête d'une équipe de 150 enquêteurs. Après avoir rassemblé suffisamment d'éléments probants sur une plainte, cette équipe publie sur les mesures requises, auprès des autorités compétentes. Mais ce défenseur des citoyens ne peut pas prononcer de peines et n'a pas de pouvoir d'injonction. Ce n'est qu'un pouvoir de communication et d'influence, et ses deux prédécesseurs dans cette fonction avaient été sans efficacité, en partie en raison de leur proximité avec les cercles du pouvoir. À l'annonce de sa nomination dans cette fonction, elle déclare que « son bureau doit rester accessible au citoyen ordinaire et qu'elle entreprendra son travail sans crainte ni faveur »,.
Elle et son équipe se mettent à l'écoute des plaintes qui leur sont formulées, et les instruisent, traquant les conflits d'intérêts, les faits de corruption et les abus, dans une démocratie caractérisée par l'arrivée brusque au pouvoir d'une génération de leaders longtemps tenus à l'écart des postes de responsabilités. Elle n'hésite pas à enquêter sur de hauts responsables, liés à l'ANC, tout en veillant à ne pas être utilisée par une faction de l'ANC contre une autre. En 2011, elle accuse ainsi le chef de la police nationale, Bheki Cele, de ne pas avoir respecté des procédures d'appel d'offres, et d'avoir accepté finalement des prix surévalués. Sous la pression de l'opinion, le président Jacob Zuma le suspend, puis le renvoie. En octobre de la même année 2011, le président est contraint de prendre la même décision à l'encontre de deux de ses ministres. En 2012, elle enquête sur des pots de vin reçus par Julius Malema, président de la ligue de jeunesse du parti (ANCYL), une personnalité controversée mais admirée par certains membres de l'ANC, dans le cadre de contrats accordés à la société On-Point Ingénierie.
Finalement, elle est conduite à enquêter sur les plaintes concernant les dépenses publiques de propriété privée du chef de l’État lui-même, Jacob Zuma, dans la ville de Nkandla, dans le KwaZulu-Natal. Son dernier rapport est publié le 19 mars 2014. Il affirme que Jacob Zuma a bénéficié indûment de  246 millions de rands. Son rapport lui vaut des critiques de l'ANC et de plusieurs ministres du gouvernement,,,.
Jacob Zuma s'exprime sur ce sujet, devant le Parlement le 14 août 2014, après les élections présidentielles de 2014 où il est réélu. Thuli Madonsela lui écrit le 21 août 2014, que ce discours au Parlement ne constitue pas une réponse adéquate à son rapport,. Cette affaire partage les milieux traditionnellement favorables à l'ANC. Des organisations non gouvernementales comme AfriForum ont indiqué que certaines prises de position contrevenaient à la loi sur le médiateur en insultant celui-ci. Le 6 septembre 2014, le ministre adjoint de la Défense et des vétérans, Kebby Maphatsoe, accuse Thuli Madonsela d'être une contre-révolutionnaire et de travailler pour la CIA. Thuli Madonsela lui répond que ces affirmations constituent un outrage au tribunal. L'ANC prend ses distances par rapport aux déclarations de  Kebby Maphatsoe qui se rétracte publiquement le 9 septembre 2014. Dans un courrier à Thuli Madonsela du 11 septembre 2014, le président Jacob Zuma lui écrit être en désaccord sur sa compréhension de sa fonction.

## Autres fonctions
A échéance de son mandat, elle devient titulaire de la chaire de justice sociale à la faculté de droit de l'Université de Stellenbosch. En 2023, Thuli Madonsela est nommée par le secrétaire général des Nations unies, António Guterres, au sein d'un conseil consultatif scientifique des Nations unies.

## Distinctions
- 2011 – Elle est désignée par le journal Daily Maverick comme la personnalité sud-africaine de l'année[1].
- 2014 – Le Time magazine l'identifie parmi les 100 personnalités les plus influentes dans le monde[13],[22].
- 2014 – La chaîne d'informations ANN7 la désigne comme la personnalité sud-africaine de l'année[23].
- 2014 – L'organisation non gouvernementale internationale Transparency International lui décerne l' Integrity Award[24].
- 2015 - Elle est faite Doctor of Laws honoris causa de l'université de Fort Hare , de l'université de Stellenbosch (en mars ), de l'université Rhodes (en avril) et de l'université du Cap (en juin)[25].

## Principales publications
- (en) « Beyond Putting Women on the Agenda », Agenda, vol. 11, no 24,‎ 1995, p. 27–38 (DOI 10.2307/4065890, lire en ligne)
- (en) « A fair deal for the woman worker? », dans The Constitution of South Africa from a gender perspective, Community Law Centre at the University of the Western Cape in association with David Philip, 1995 (ISBN 9780620196567, lire en ligne).
- (en) Mikateko J. Maluleke et Thuli Madonsela, Women and the law in South Africa : Gender equality jurisprudence in landmark court decisions, Department of Justice and Constitutional Development, 2004 (lire en ligne)
- (en) « Corruption », Quarterly roundtable, Helen Suzman Foundation, no 24,‎ septembre 2012, p. 8–13 (lire en ligne).
- (en) Secure in Comfort, Public Protector South Africa, 19 mars 2014 (ISBN 9781920692155, lire en ligne).